# Hypercompe abdominalis
Hypercompe abdominalis är en fjärilsart som beskrevs av Walker 1865. Hypercompe abdominalis ingår i släktet Hypercompe och familjen björnspinnare. Inga underarter finns listade i Catalogue of Life.